# Asternoseius
Genre
Asternoseius est un genre d'acariens mesostigmates de la famille des Asternoseiidae.

## Liste des espèces
- Asternoseius ciliatus Berlese, 1910
- Asternoseius sculptus Costa 1962

## Publication originale
- Berlese, 1910 : Lista di nuove specie e nuovi generi di Acari. Redia, vol. 6, n. 2, p. 242-271 (texte intégral).